# アンソニー・クイン
アンソニー・クイン（英: Anthony Quinn, 1915年4月21日 - 2001年6月3日）は、メキシコ系アメリカ人の俳優、画家、作家である。野性的な役柄でさまざまな国籍の人物を演じ、1950年代と1960年代を中心に国際的に活躍した。

## 来歴

### 生い立ち
メキシコ・チワワ州チワワでアントニオ・ルドルフォ・クイン・オアハカ（Antonio Rudolfo Quinn Oaxaca）として生まれた。父はアイルランド系メキシコ人、母がアステカ族系メキシコ人。
少年時代にカリフォルニア州ロサンゼルスに移住。早く父親を亡くし、クインは俳優になる前には靴磨きやプロボクサーのスパーリング・パートナーや画家など転々とする。

### 演劇活動
クインの俳優としての経歴は、1936年にデビュー作の『Parole』や『The Milky Way』を含む幾つかの作品に出演したことから始まる。短期間の劇場出演の後、セシル・B・デミルの目にとまり、1940年代にパラマウント映画の幾つかの作品で様々な人種の悪人を演じることを依頼された。
デミルの養女キャサリン・デミルと結婚するが人脈は通用せず出世にはつながらず、舞い込む役は大抵悪役で、それも、ほんの僅かな時間登場して即殺される役ばかりだった。
1947年には彼は50本以上の作品でインディアン、マフィアのドン、ハワイの酋長、中国人ゲリラ、など様々な役を演じたが、大物俳優ではなかった。彼は劇場に戻り、ブロードウェーで3年間を過ごし、『欲望という名の電車』のスタンリー・コワルスキー役などを務めている。
1952年の『革命児サパタ』でサパタの兄役を演じたあたりから次第に評価が高まり、1956年の『炎の人ゴッホ』でゴーギャンを演じてアカデミー助演男優賞を受賞し、ようやくキャリアが上向くようになる。また、1986年にはゴールデングローブ賞の生涯功労賞（セシル・B・デミル賞）を受賞している。
また、『アラビアのロレンス』でのアウダ・アブー・ターイー、『ザ・メッセージ』のハムザ・イブン・アブド・アル＝ムッタリブ、『砂漠のライオン』ではオマル・モフタールといった、実在した歴史上のアラブ人を演じた。
一方で、1969年の『サンタ・ビットリアの秘密』では脳天気な酔いどれ市長を演じた他、1970年代以降は性格俳優としても開眼した。晩年はテレビ作品にも多数主演し、中でも異色SFドラマ『スター・レジェンド』や20世紀のギリシャの豪商の生涯を描いた大河作品『海運王オナシス』、神話をモチーフにした娯楽ファンタジー『勇者ヘラクレス』シリーズでは全能の神ゼウスを演じた。映画でも脇役ながら出演を続け、『リベンジ』や『雲の中で散歩』などの作品では、幅広い年齢層のファンを多く獲得し続けた。
ゲーリー・クーパー、ヘンリー・フォンダ、エロール・フリン、ジョン・ウェイン、ビング・クロスビー、ボブ・ホープ、ロバート・テイラー、グレゴリー・ペック、マーロン・ブランド、カーク・ダグラス、デヴィッド・ニーヴン等々の大スターと互角に張り合い名声を高めていった。
尚、「海賊」から20年後Technicolor＆ＶistaＶisionによるリメイク「大海賊」（1958）は同じデミル監督でクランクインしたが病気で倒れ途中からクインが監督代行を務め本編もポスターも＜アンソニー・マン監督＞とクレジットされている。

### 家族
クイン自身は3回結婚して子供が13人いる。息子のフランチェスコ、ロレンツォ、アレックス、娘のヴァレンチナは俳優になった。また、末子であるライアン・ニコラス(1996年7月5日生まれ)は81歳のときに生まれている。2011年、フランチェスコはジョギング中に心臓発作で亡くなった。

## ギャラリー

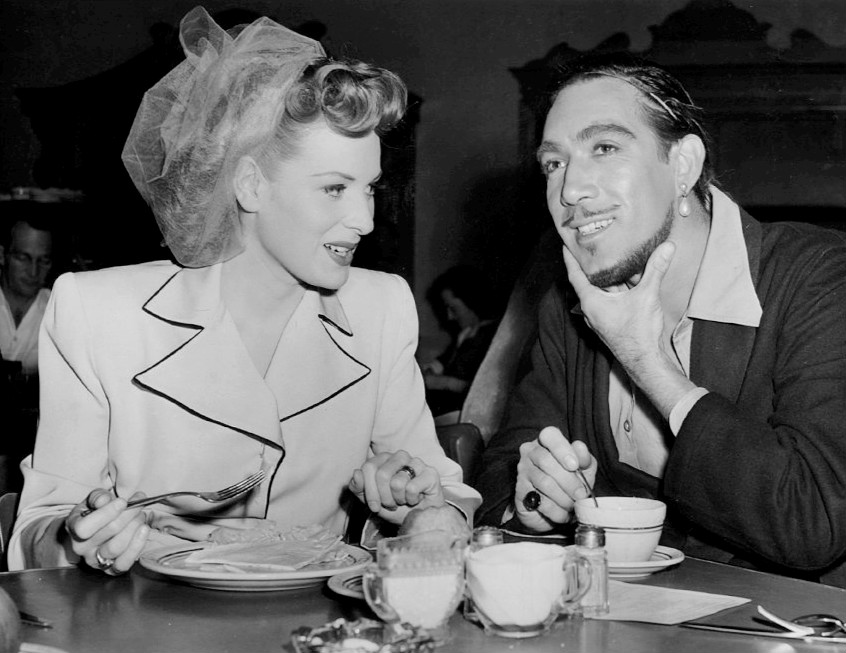
『船乗りシンバッドの冒険』（1947年）
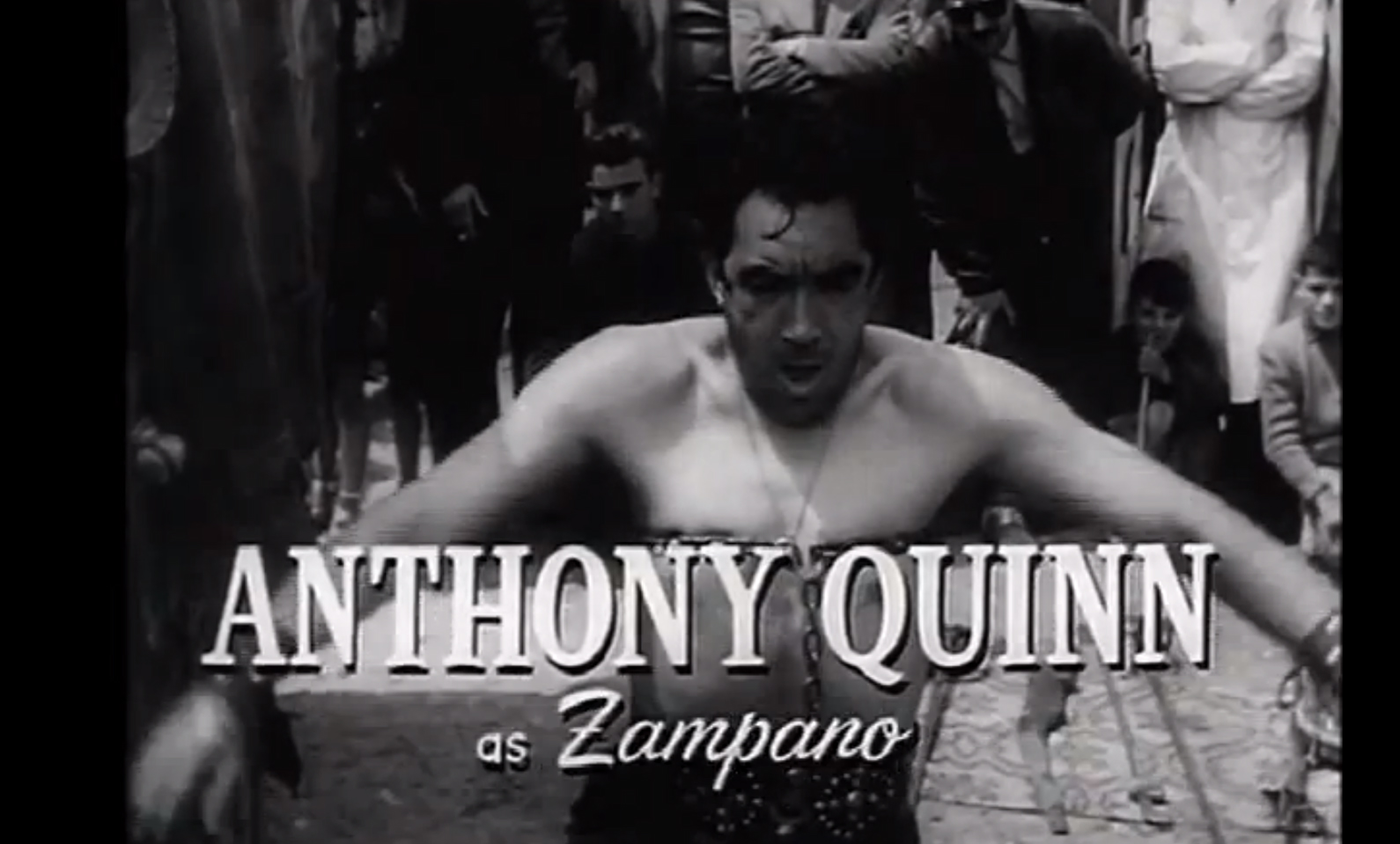
『道』（1954年）
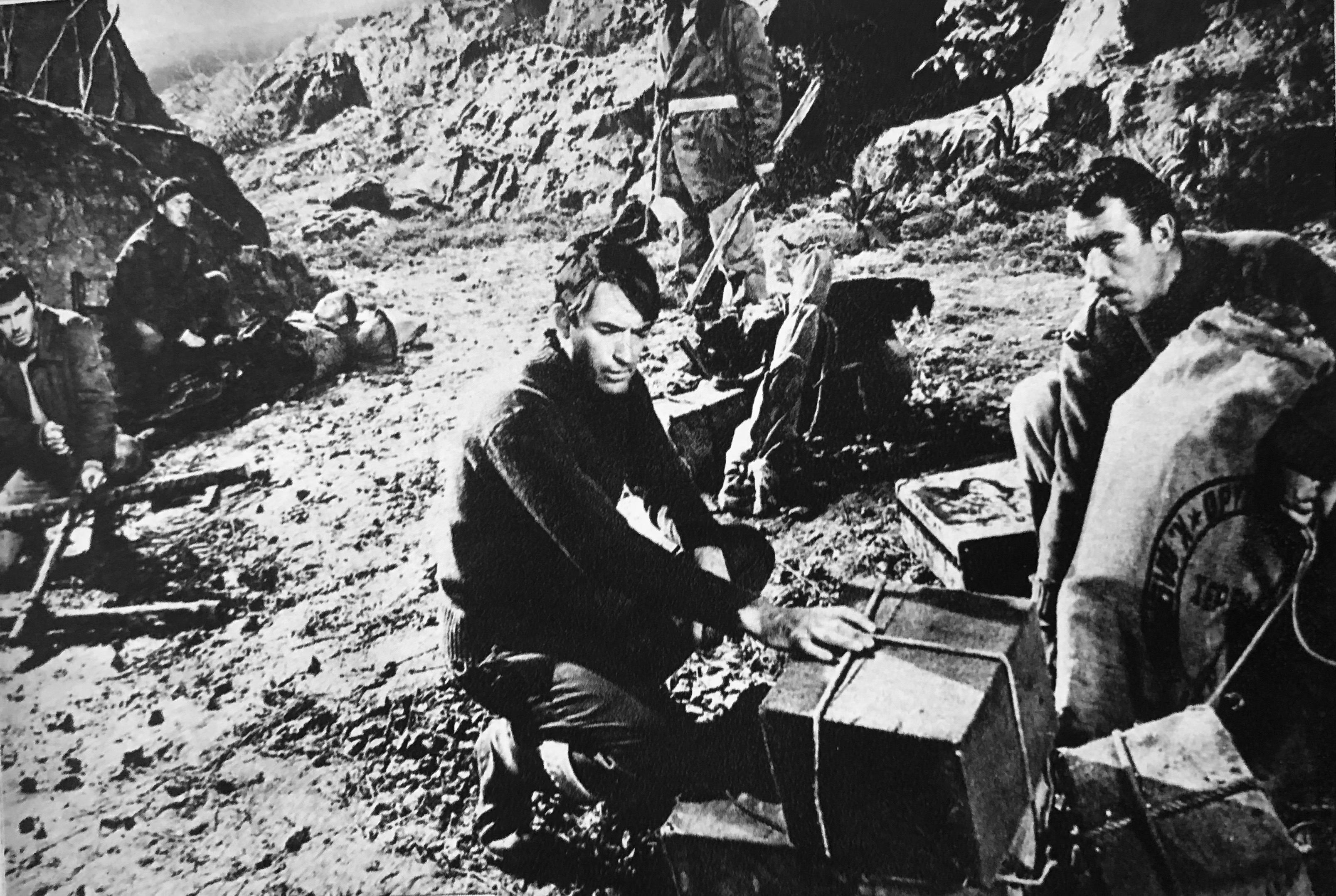
『ナバロンの要塞』（1961年）
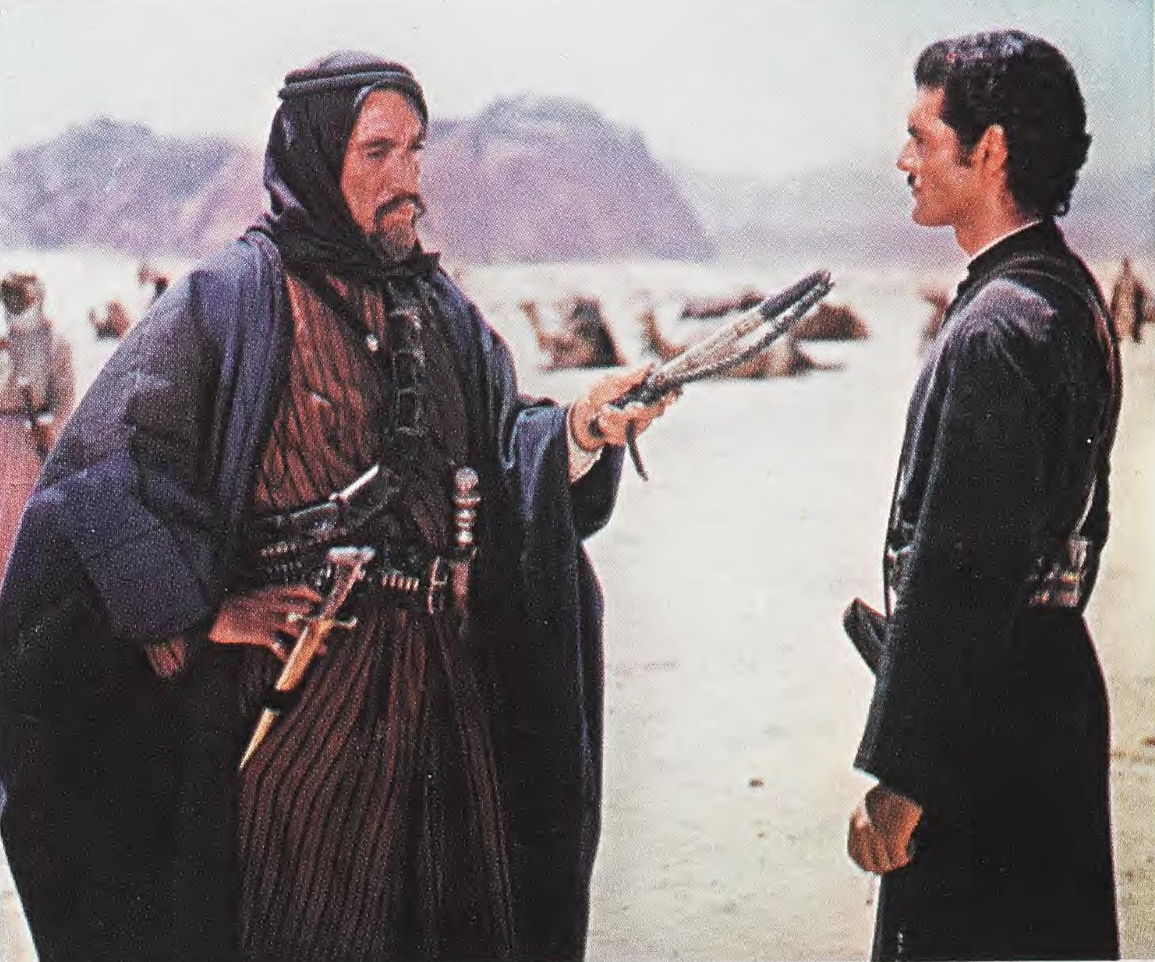
『アラビアのロレンス』（1962年）
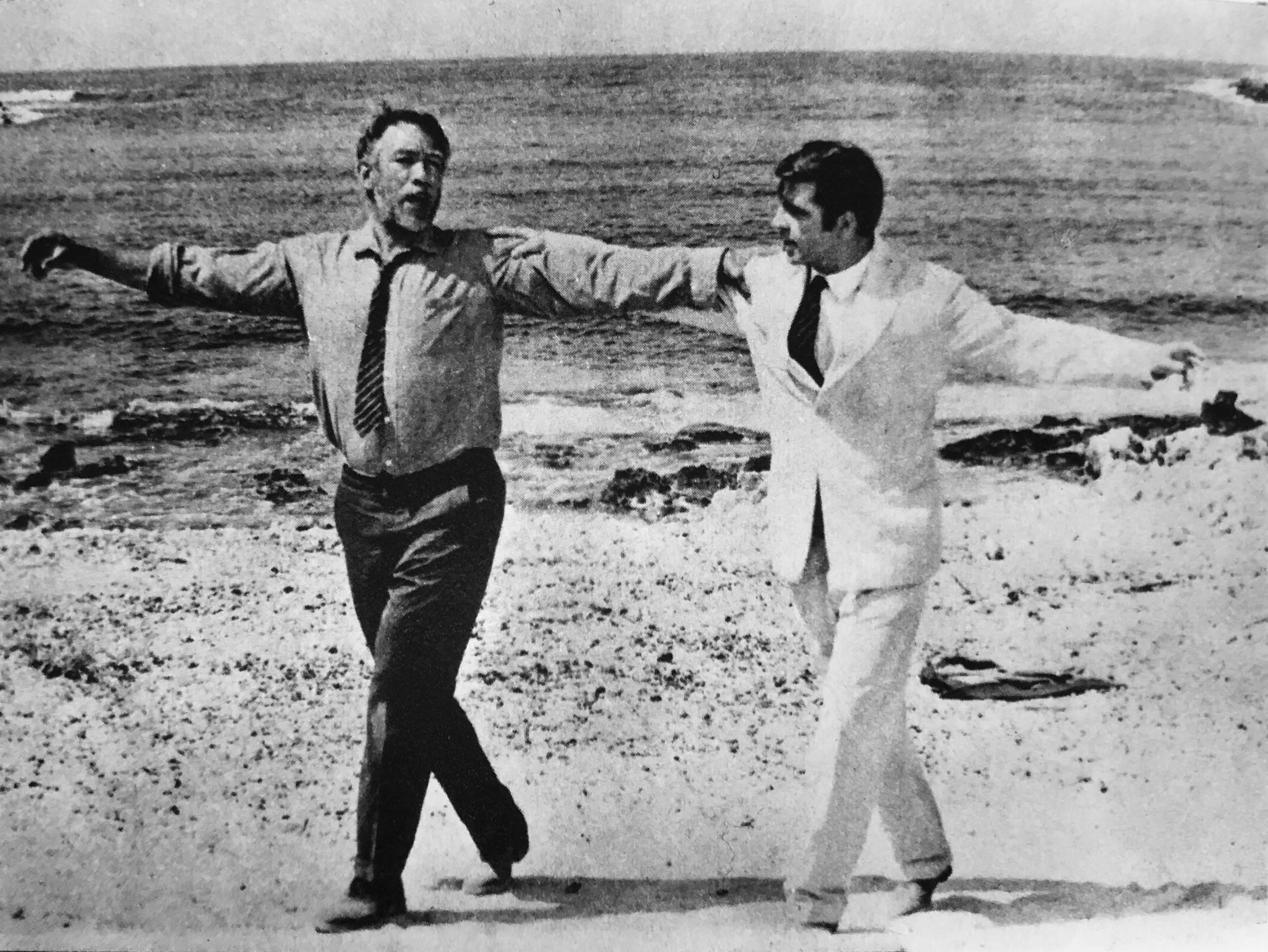
『その男ゾルバ』（1964年）
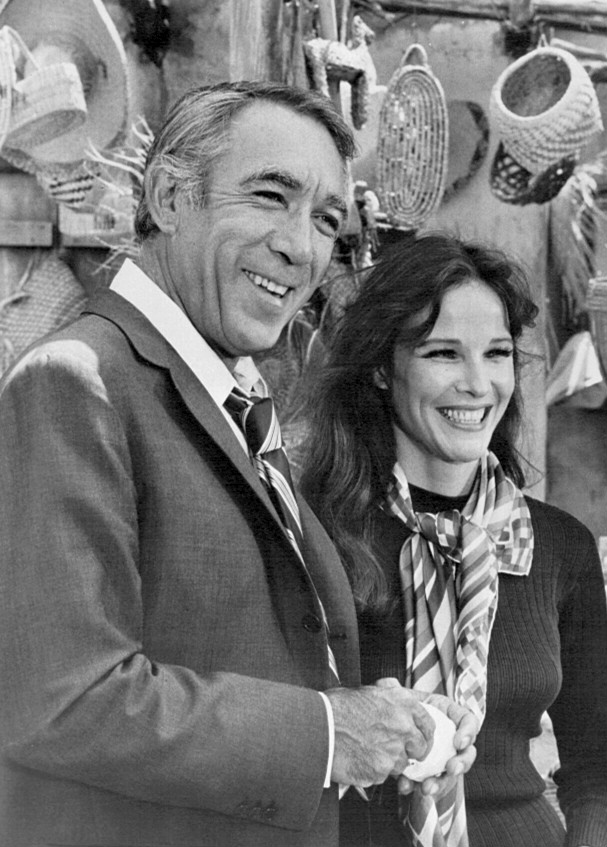
ジャニス・ルールと（1971年）

## 主な出演作
| 公開年 | 邦題 原題 | 役名                                     | 備考                      |
| ------ | --- | ---------------------------------------- | ------------------------- |
| 1936   | ロイドの牛乳屋 The Milky Way                                                                                  |                                          |                           |
| 1936   | 仇敵 Sworn Enemy                                                                                              |                                          |                           |
| 1936   | 平原児 The Plainsman                                                                                          |                                          |                           |
| 1936   | 殺人都市 Night Waitress                                                                                       |                                          |                           |
| 1937   | スイング Swing High, Swing Low                                                                                |                                          |                           |
| 1937   | ワイキキの結婚 Waikiki Wedding                                                                                |                                          |                           |
| 1937   | マドリッド最終列車 The Last Train from Madrid                                                                 |                                          |                           |
| 1937   | ほろ酔い市長候補 Partners in Crime                                                                            |                                          |                           |
| 1938   | 海賊 The Buccaneer                                                                                            |                                          |                           |
| 1938   | 恐怖のハイウェイ Tip-Off Girls                                                                                | マーティ                                 |                           |
| 1938   | センチメンタルな殺人 Hunted Men                                                                               | レッグス                                 |                           |
| 1938   | 十一人の脱獄者 King of Alcatraz                                                                               | ルー                                     |                           |
| 1939   | 大平原 Union Pacific                                                                                          | ジャック                                 |                           |
| 1940   | 緊急待機命令 Emergency Squad                                                                                  | ニック                                   |                           |
| 1940   | ならず者の紐 Parole Fixer                                                                                     | フランシス                               |                           |
| 1940   | シンガポール珍道中 Road to Singapore                                                                          | シーザー                                 |                           |
| 1940   | 栄光の都 City for Conquest                                                                                    | マーレイ・バーンズ                       |                           |
| 1940   | 続・テキサス決死隊 The Texas Rangers Ride Again                                                               | ジョー                                   |                           |
| 1941   | 血と砂 Blood and Sand                                                                                         | マノロ・デ・パルマ                       |                           |
| 1941   | 壮烈第七騎兵隊 They Died with Their Boots                                                                     | クレイジー・ホース                       |                           |
| 1942   | 詐欺請負会社 Larceny, Inc.                                                                                    | レオ・デクスター                         |                           |
| 1942   | モロッコへの道 Road to Morocco                                                                                |                                          |                           |
| 1942   | 海の征服者 The Black Swan                                                                                     |                                          |                           |
| 1943   | 牛泥棒 The Ox-Bow Incident                                                                                    | フアン・マルティネス                     |                           |
| 1943   | ガダルカナル・ダイアリー Guadalcanal Diary                                                                    |                                          |                           |
| 1944   | 西部の王者 Buffalo Bill                                                                                       | イエロー・ハンド                         |                           |
| 1945   | バターンを奪還せよ Back to Bataan                                                                             |                                          |                           |
| 1947   | 船乗りシンバッドの冒険 Sinbad, the Sailor                                                                     | エミイル                                 |                           |
| 1947   | カリフォルニア California                                                                                     | ルイス                                   |                           |
| 1947   | タイクーン Tycoon                                                                                             | リッキー                                 |                           |
| 1952   | 革命児サパタ Viva Zapata!                                                                                     | ユーフェミオ・サパタ                     | アカデミー助演男優賞 受賞 |
| 1952   | 世界を彼の腕に The World in His Arms                                                                          | ポーテュギー                             |                           |
| 1952   | すべての旗に背いて Against All Frags                                                                          | ロック                                   |                           |
| 1953   | 海底の大金塊 City Beneath the Sea                                                                             | トニー・バートレット                     |                           |
| 1953   | 最後の酋長 Seminole                                                                                           | オシオラ                                 |                           |
| 1953   | 荒原の疾走 Ride, Vaquero!                                                                                     | ホセ・コンスタンティノ・エスクエダ       |                           |
| 1953   | 吹き荒ぶ風 Blowing Wild                                                                                       | パコ                                     |                           |
| 1954   | ユリシーズ Ulisse                                                                                             | アンチノオ                               |                           |
| 1954   | 指紋なき男 The Long Wait                                                                                      | ジョニー・マクブライド                   |                           |
| 1954   | 道 La Strada                                                                                                  | ザンパノ                                 |                           |
| 1954   | 侵略者 Attila                                                                                                 | アッティラ                               |                           |
| 1955   | 灼熱の勇者 The Magnificent Matador                                                                            | ルイス・サントス                         |                           |
| 1955   | 黄金の都 Seven Cities of Gold                                                                                 |                                          |                           |
| 1956   | 炎の人ゴッホ Lust for Life                                                                                    | ポール・ゴーギャン                       | アカデミー助演男優賞 受賞 |
| 1956   | デルリオの決闘 Man from Del Rio                                                                               | デイヴ                                   |                           |
| 1956   | ノートルダムのせむし男 Notre-Dame de Paris                                                                    | カジモド                                 |                           |
| 1957   | 舞い散った札束/断崖の河 The River's Edge                                                                      | ベン・キャメロン                         |                           |
| 1957   | 野性の息吹き Wild Is the Wind                                                                                 | ジーノ                                   |                           |
| 1957   | インディアン峠の死闘 The Ride Back                                                                            | ボブ・カレン                             |                           |
| 1958   | 黒い蘭 The Black Orchid                                                                                       | フランク                                 |                           |
| 1959   | ワーロック Warlock                                                                                            | トム・モーガン                           |                           |
| 1959   | ガンヒルの決斗 Last Train From Gun Hill                                                                       | クレイグ・ベルデン                       |                           |
| 1960   | 西部に賭ける女 Heller in Pink Tights                                                                          | トム                                     |                           |
| 1960   | バレン The Savage Innocents                                                                                   | イヌク                                   |                           |
| 1960   | 黒い肖像 Portrait in Black                                                                                    | デイヴィッド・リベラ                     |                           |
| 1961   | ナバロンの要塞 The Guns of Navarone                                                                           | アンドレア・スタブロス大佐               |                           |
| 1962   | バラバ Barabbas                                                                                               | バラバ                                   |                           |
| 1962   | アラビアのロレンス Lawrence of Arabia                                                                         | アウダ・アブー・ターイー                 |                           |
| 1964   | 訪れ The Visit                                                                                                | サージ                                   | 兼製作                    |
| 1964   | その男ゾルバ Zorba the Greek                                                                                  | アレクシス・ゾルバ                       | 兼共同製作                |
| 1964   | 日曜日には鼠を殺せ Behold a Pale Horse                                                                        | ヴィニョラス                             |                           |
| 1965   | 海賊大将 A High Wind in Jamaica                                                                               | チャベス                                 |                           |
| 1965   | マルコ・ポーロ大冒険 La fabuleuse aventure de Marco Polo                                                      | クビライ                                 |                           |
| 1966   | 名誉と栄光のためでなく Lost Command                                                                           | ラスペギー                               |                           |
| 1967   | 25時 La vingt-cinquième heure                                                                                 | ヨハン・モリッツ                         |                           |
| 1967   | 真昼の衝動 The Happening                                                                                      | ロック                                   |                           |
| 1967   | 残虐の掟 L'avventuriero                                                                                       | ペイロール                               |                           |
| 1968   | サン・セバスチャンの攻防 La Bataille de San Sebastian                                                         |                                          |                           |
| 1968   | 栄光の座 The Shoes of the Fisherman                                                                           | キリル                                   |                           |
| 1968   | 怪奇と幻想の島 The Magus                                                                                      | モーリス                                 |                           |
| 1969   | サンタ・ビットリアの秘密 The Secret of Santa Vittoria                                                         | イタロ・ボンボリーニ                     |                           |
| 1969   | オリンポスの詩 A Dream of Kings                                                                               | マツーカス                               |                           |
| 1969   | 春の雨の中を A Walk in the Spring Rain                                                                        | ウィル                                   |                           |
| 1970   | 最後のインディアン Flap                                                                                       | フラッピング・イーグル                   |                           |
| 1972   | 110番街交差点 Across 110th Street                                                                             | フランク・マテリ刑事                     | 兼製作総指揮              |
| 1972   | 歴史を変えた人びと（３） 「ローマの英雄シーザー」 El asesinato de Julio César                                 | シーザー                                 |                           |
| 1973   | ロス・アミーゴス Los amigos                                                                                   | デフ・スミス                             |                           |
| 1973   | ザ・ファミリー The Don Is Dead                                                                                | ドン・アンジェロ                         |                           |
| 1974   | マルセイユ特急 The Maseille Contact                                                                           | スティーヴ                               |                           |
| 1976   | ブラッフ Bluff storia di truffe e di imbroglioni                                                              | フィリップ・バング                       |                           |
| 1977   | 沈黙の官能 L'eredità Ferramonti                                                                               | グレゴリオ                               |                           |
| 1977   | 大統領誘拐作戦 Target of an Assassin                                                                          | エルネスト                               |                           |
| 1977   | ザ・メッセージ The Message                                                                                    | ハムザ・イブン・アブド・アル＝ムッタリブ |                           |
| 1977   | ナザレのイエス Jesus of Nazareth                                                                              | 大祭司カヤパ                             | テレビシリーズ            |
| 1978   | 愛はエーゲ海に燃ゆ The Greek Tycoon                                                                           | テオ・トマシス                           |                           |
| 1979   | パッセージ/死の脱走山脈 The Passage                                                                           | バスク                                   |                           |
| 1981   | 砂漠のライオン Lion in the Desert                                                                             | オマル・モフタール                       |                           |
| 1981   | ダーティー・ソルジャー/野良犬軍団 High Risk                                                                   | マリアノ                                 |                           |
| 1982   | バレンチナ物語 Valentina                                                                                      |                                          |                           |
| 1987   | スター・レジェンド L'isola del tesoro                                                                         | ロング・ジョン・シルバー                 | テレビシリーズ            |
| 1988   | 海運王オナシス Onassis: The Richest Man in the World                                                          | ソクラテス・オナシス                     | テレビシリーズ            |
| 1990   | ゴースト・ラブ Ghosts Can't Do It                                                                             | スコット                                 |                           |
| 1990   | リベンジ Revenge                                                                                              | ティブロン“ティビー”メンデス             |                           |
| 1990   | 老人と海 The Old Man and the Sea                                                                              | サンティアゴ                             | テレビ映画                |
| 1991   | ジャングル・フィーバー Jungle Fever                                                                           | ルー・カーボン                           |                           |
| 1991   | モブスターズ/青春の群像 Mobsters                                                                              | ジョー・マッセリア                       |                           |
| 1991   | オンリー・ザ・ロンリー Only the Lonely                                                                        | ニック                                   |                           |
| 1993   | ラスト・アクション・ヒーロー Last Action Hero                                                                 | トニー・ビバルディ                       |                           |
| 1994   | ヘラクレス/魔境の女戦士 Hercules and the Amazon Women                                                         | ゼウス                                   | テレビ映画                |
| 1994   | 勇者ヘラクレス/呪われた王国の美しき姫を救え! Hercules: The Legendary Journeys - Hercules and the Lost Kingdom | ゼウス                                   | テレビ映画                |
| 1994   | サムバディ・トゥ・ラブ Somebody to Love                                                                       | エミリオ                                 |                           |
| 1995   | 雲の中で散歩 A Walk in the Crouds                                                                             | ドン・ペドロ・アラゴン                   |                           |
| 1996   | ゴッチ・ザ・マフィア Gotti                                                                                    | ニール・デラクロス                       | テレビ映画                |
| 2002   | シルベスター・スタローン ザ・ボディガード Avenging Angelo                                                     | アンジェロ・アリギエーリ                 |                           |

## 受賞歴

### アカデミー賞
受賞
1953年 アカデミー助演男優賞:『革命児サパタ』
1957年 アカデミー助演男優賞:『炎の人ゴッホ』
ノミネート
1958年 アカデミー主演男優賞:『野性の息吹き』
1965年 アカデミー主演男優賞:『その男ゾルバ』

### 英国アカデミー賞
ノミネート
1963年 最優秀外国男優賞:『アラビアのロレンス』
1966年 最優秀外国男優賞:『その男ゾルバ』

### ゴールデングローブ賞
受賞
1987年 セシル・B・デミル賞
ノミネート
1957年 助演男優賞:『炎の人ゴッホ』
1963年 主演男優賞 (ドラマ部門):『アラビアのロレンス』
1965年 主演男優賞 (ドラマ部門):『その男ゾルバ』
1970年 主演男優賞 (ミュージカル・コメディ部門):『サンタ・ビットリアの秘密』
1997年 助演男優賞 (テレビシリーズ部門):『Gotti』